# Leopold Bernhard Bernstamm
Leopold Bernhard Adolfowitsch Bernstamm (russisch Леопольд Адольфович Бернштам; * 20. Apriljul. / 2. Mai 1859greg. in Riga; † 22. Januar 1939 in Paris) war ein russischer Bildhauer.

## Leben
Bernstamm stammte aus einer jüdischen deutschbaltischen Familie. Er besuchte in St. Petersburg die Zeichenschule der Kaiserlichen Gesellschaft zur Förderung der Künste. 1872 trat er in die Werkstatt David Jensens ein. 1874–1883 studierte er an der Kaiserlichen Akademie der Künste als Hospitant. Er reiste nach Italien und verbrachte das Jahr 1884 in Rom, wo er für seinen Unterhalt Porträts nach Fotografien herstellte, und Florenz, wo er bei Augusto Rivalta studierte.
Ab 1885 lebte Bernstamm in Paris, wo er die Freundschaft Frédéric Labadie-Lagraves gewann. Er studierte bei Antonin Mercié und leitete den künstlerischen Teil des 1882 gegründeten Musée Grévin. Nach Russland reiste er häufig zur Erledigung von Aufträgen.  Er schuf etwa 300 Porträtbüsten russischer und westeuropäischer Kulturschaffender, Wissenschaftler und Politiker und erstellte Denkmale. 1887 wurde er im Salon des artistes français ehrend erwähnt und erhielt 1887 die Silbermedaille. 1891 wurde er Ritter der Ehrenlegion und später Offizier und Kommandeur. Bei der Weltausstellung Paris 1900 erhielt er die Goldmedaille, bevor er vom Wettbewerb freigestellt wurde. Als Ehrenpräsident der russischen Abteilung des Maison des arts nahm er an den Ausstellungen in Lüttich und Marseille teil.

## Werke

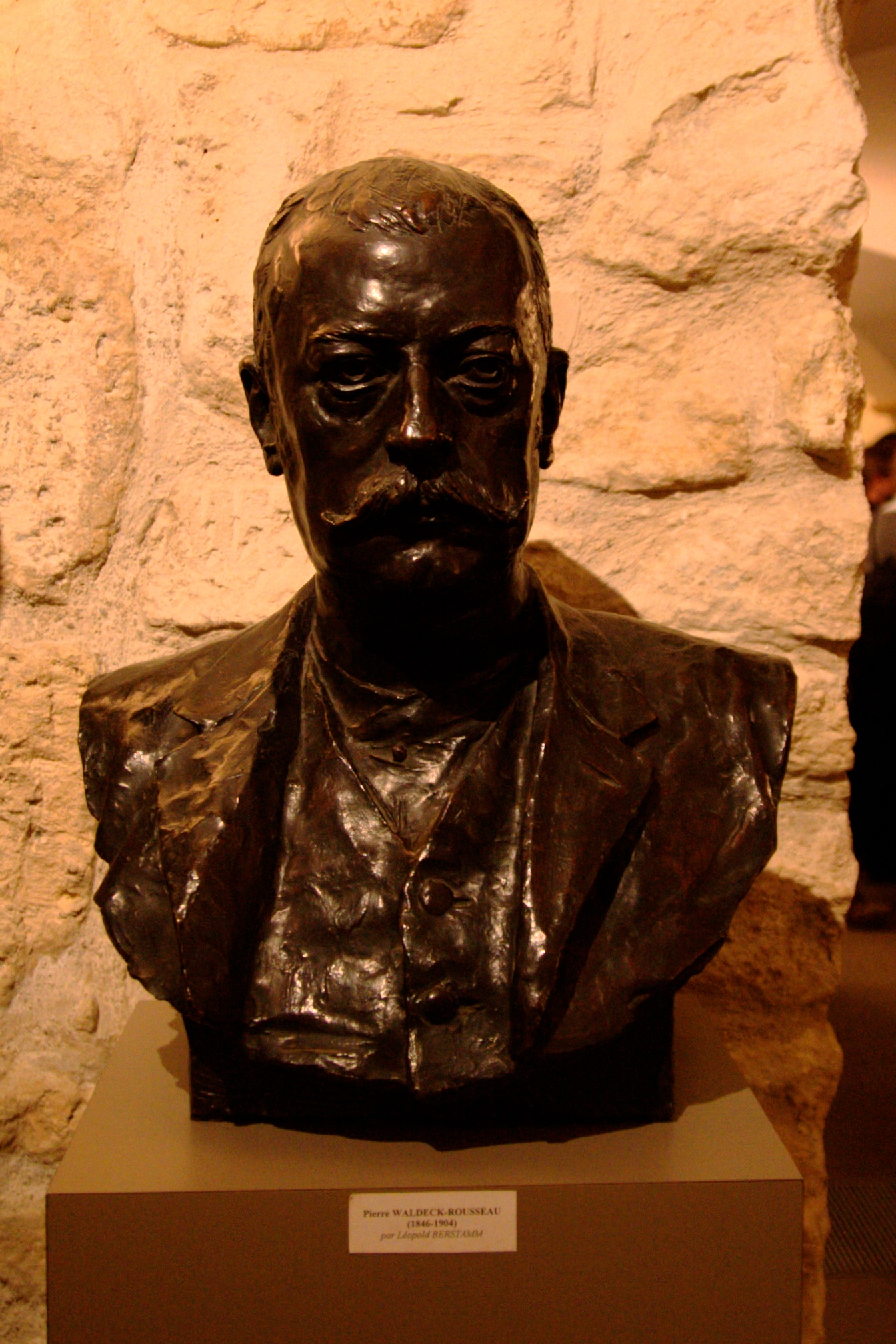
Pierre Waldeck-Rousseau, Musée du Barreau, Paris
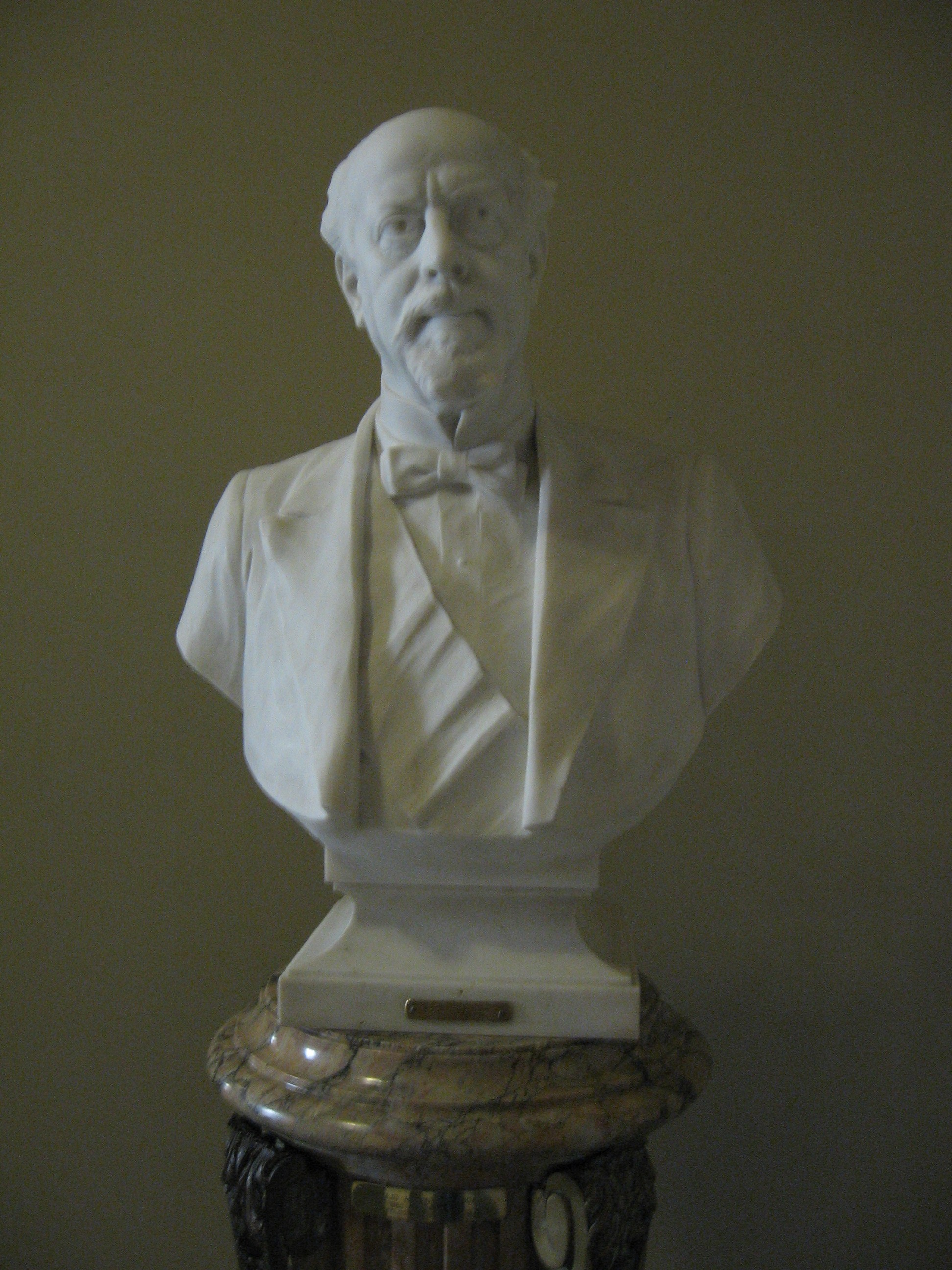
Julio Argentino Roca, Casa Rosada, Buenos Aires
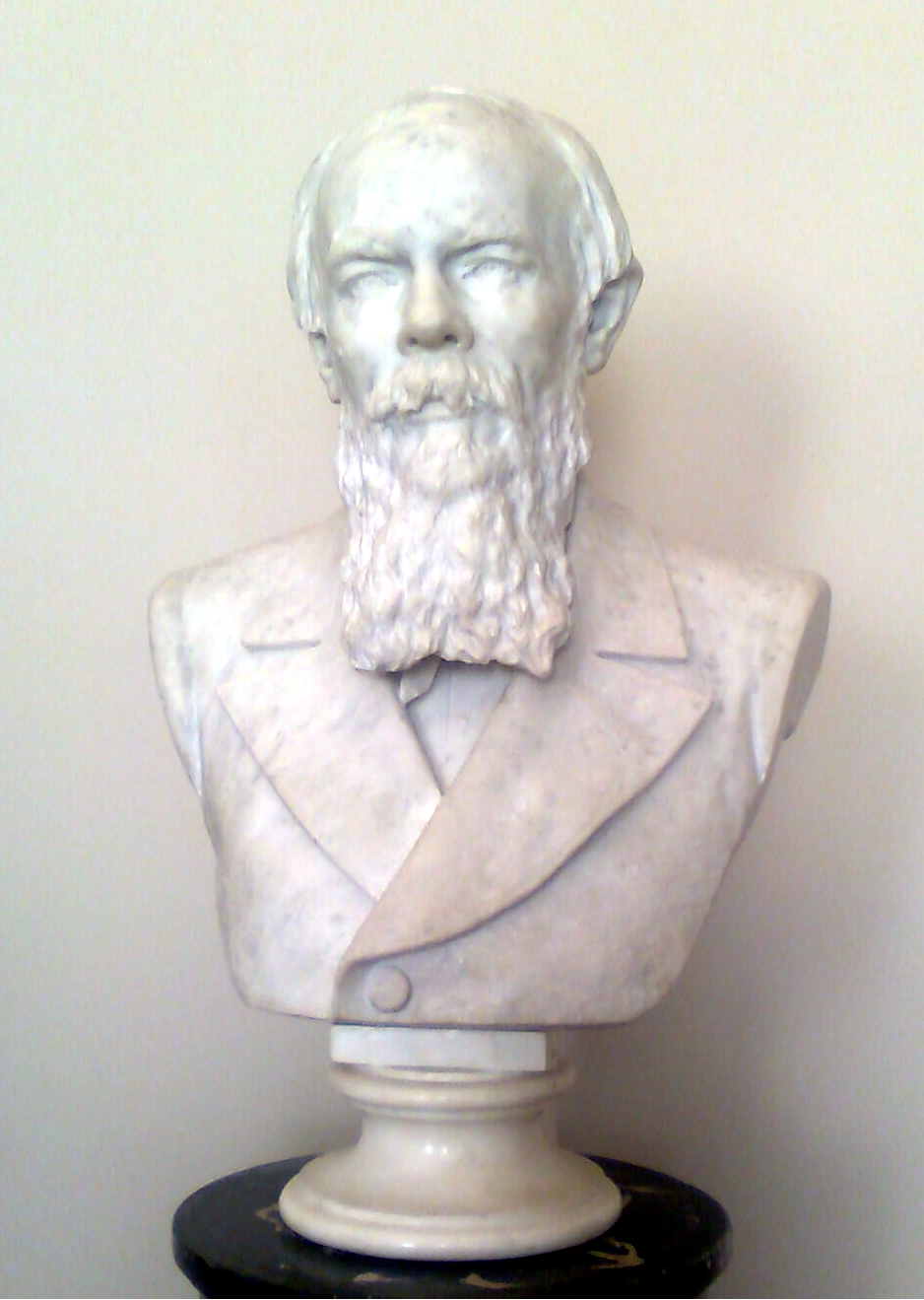
Fjodor Michailowitsch Dostojewski, Russisches Museum, St. Petersburg
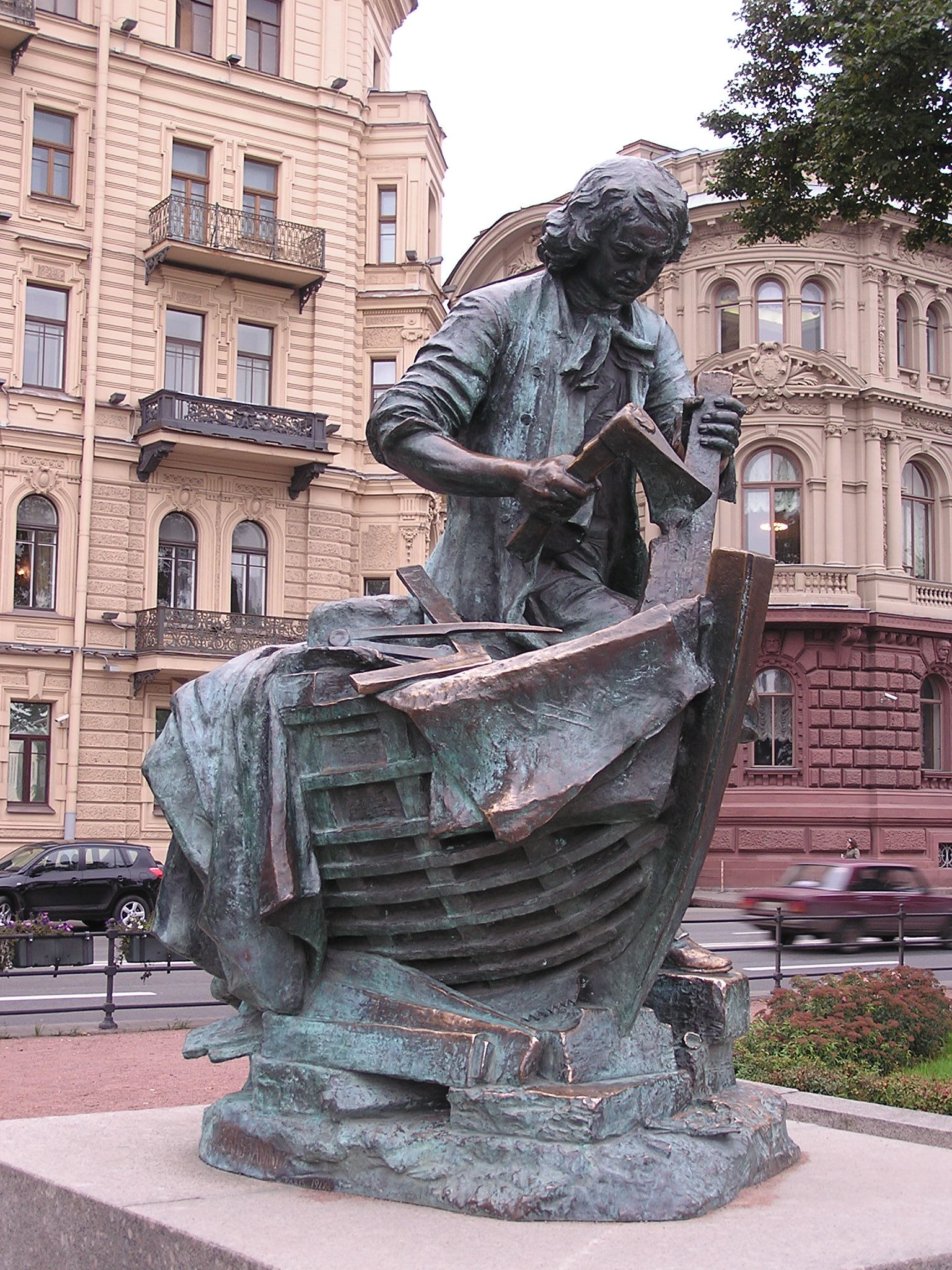
Zimmermann Peter, Admiralteiskaja Nabereschnaja, St. Petersburg
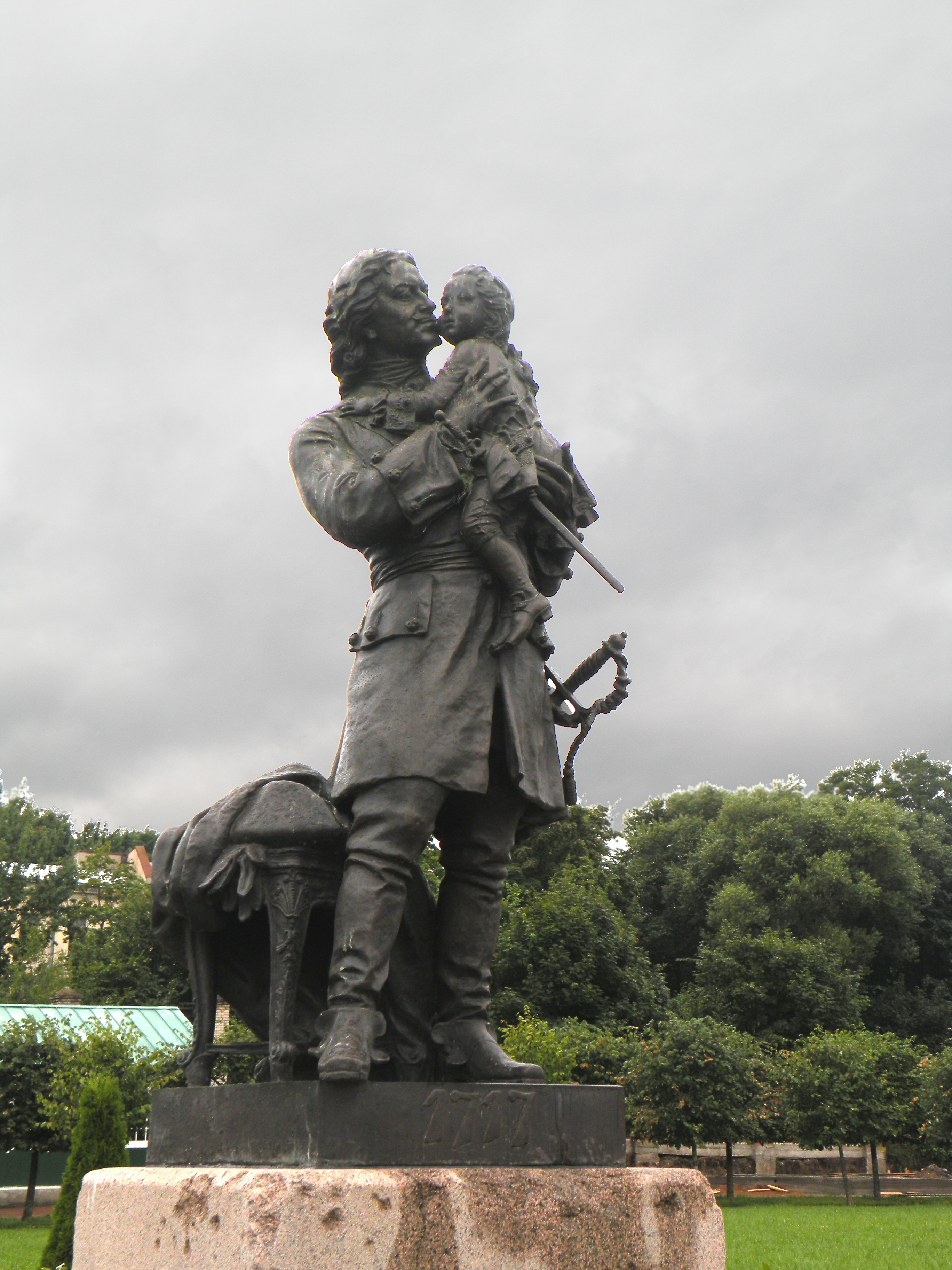
Peter mit Ludwig XV. (1890), Schloss Peterhof
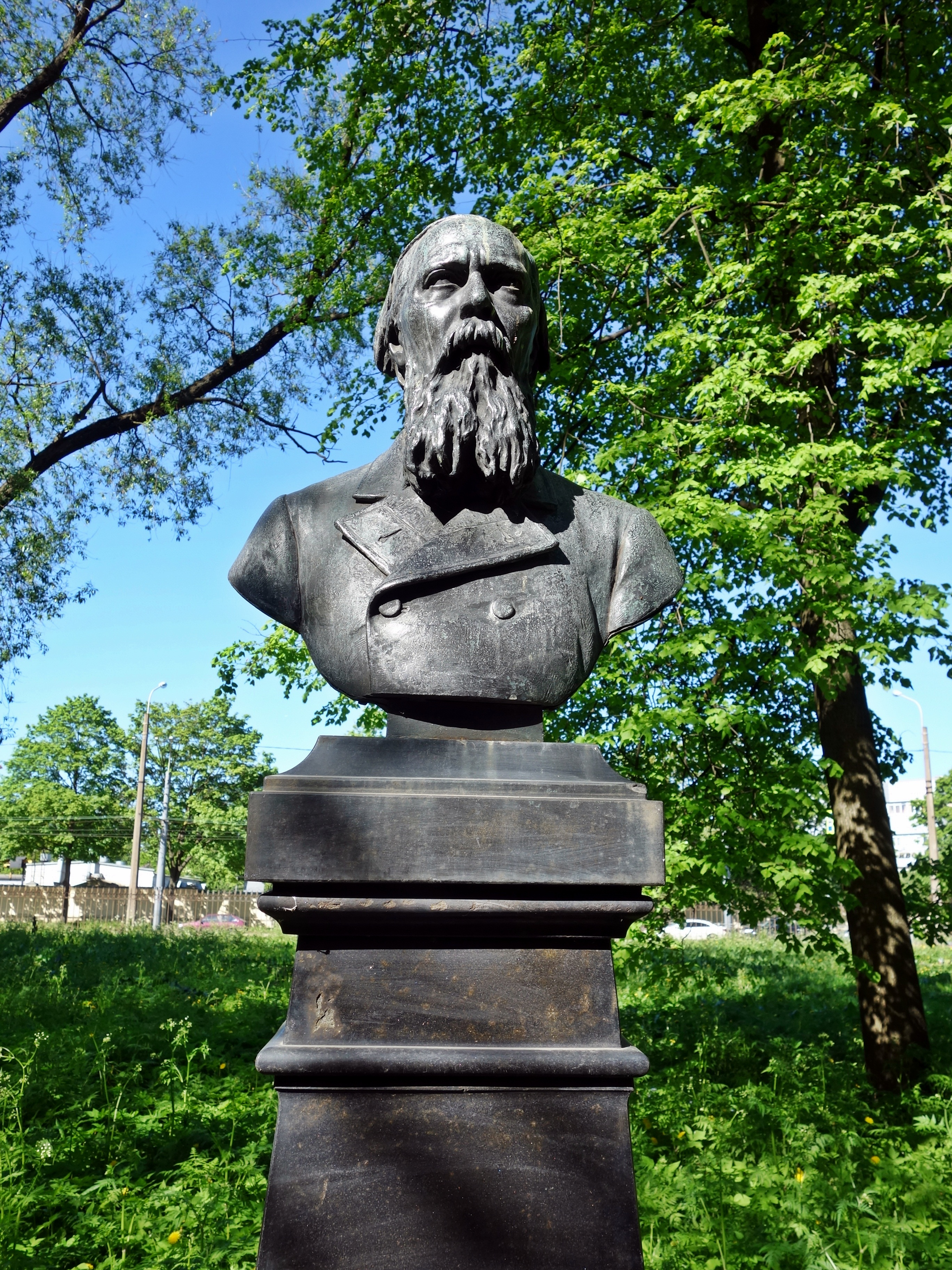
Michail Jewgrafowitsch Saltykow-Schtschedrin, Wolkowo-Friedhof (an den Literatenbrücken), St. Petersburg
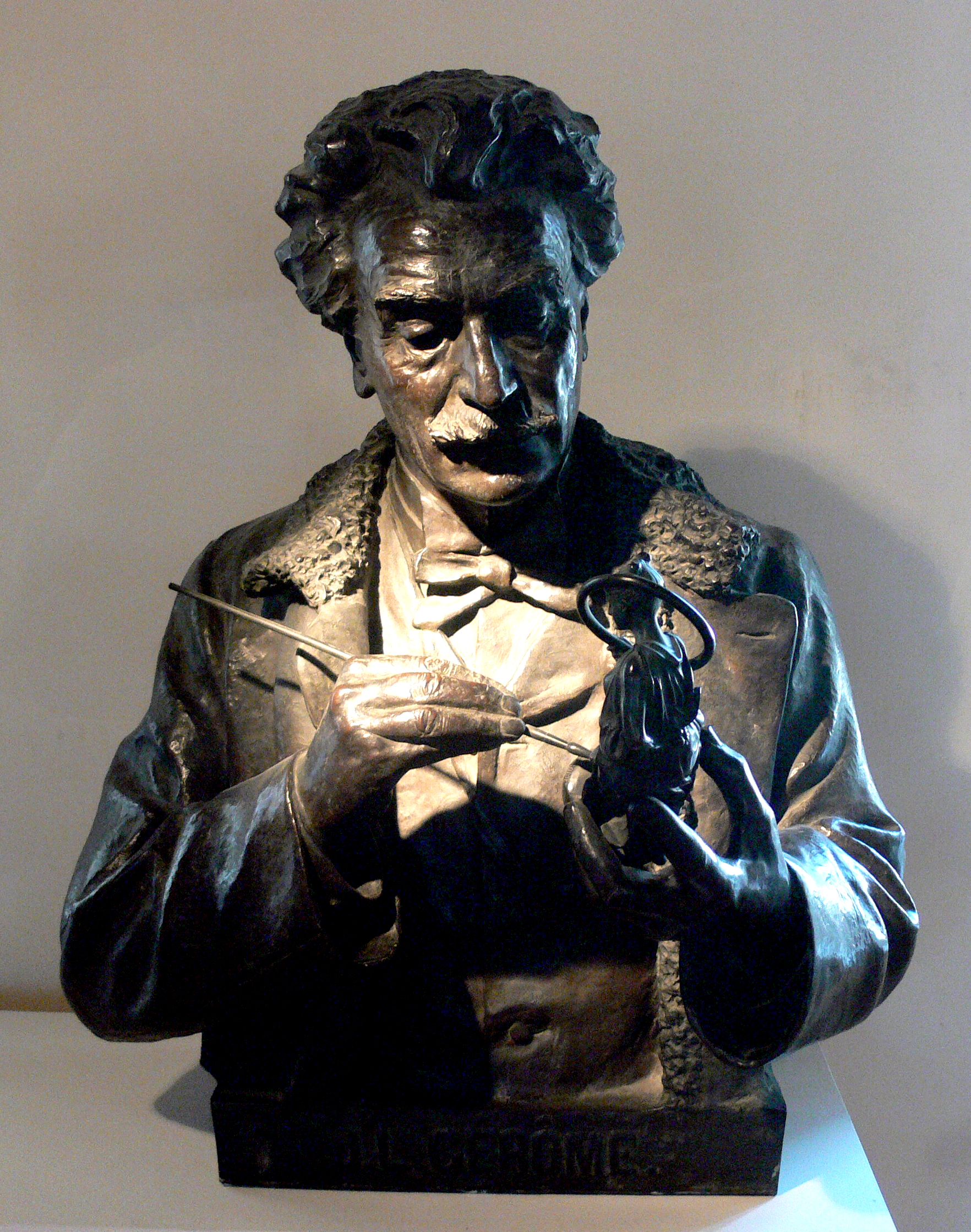
Jean-Léon Gérôme bemalt eine Tanagra-Figur (1897), Musée Georges-Garret, Vesoul
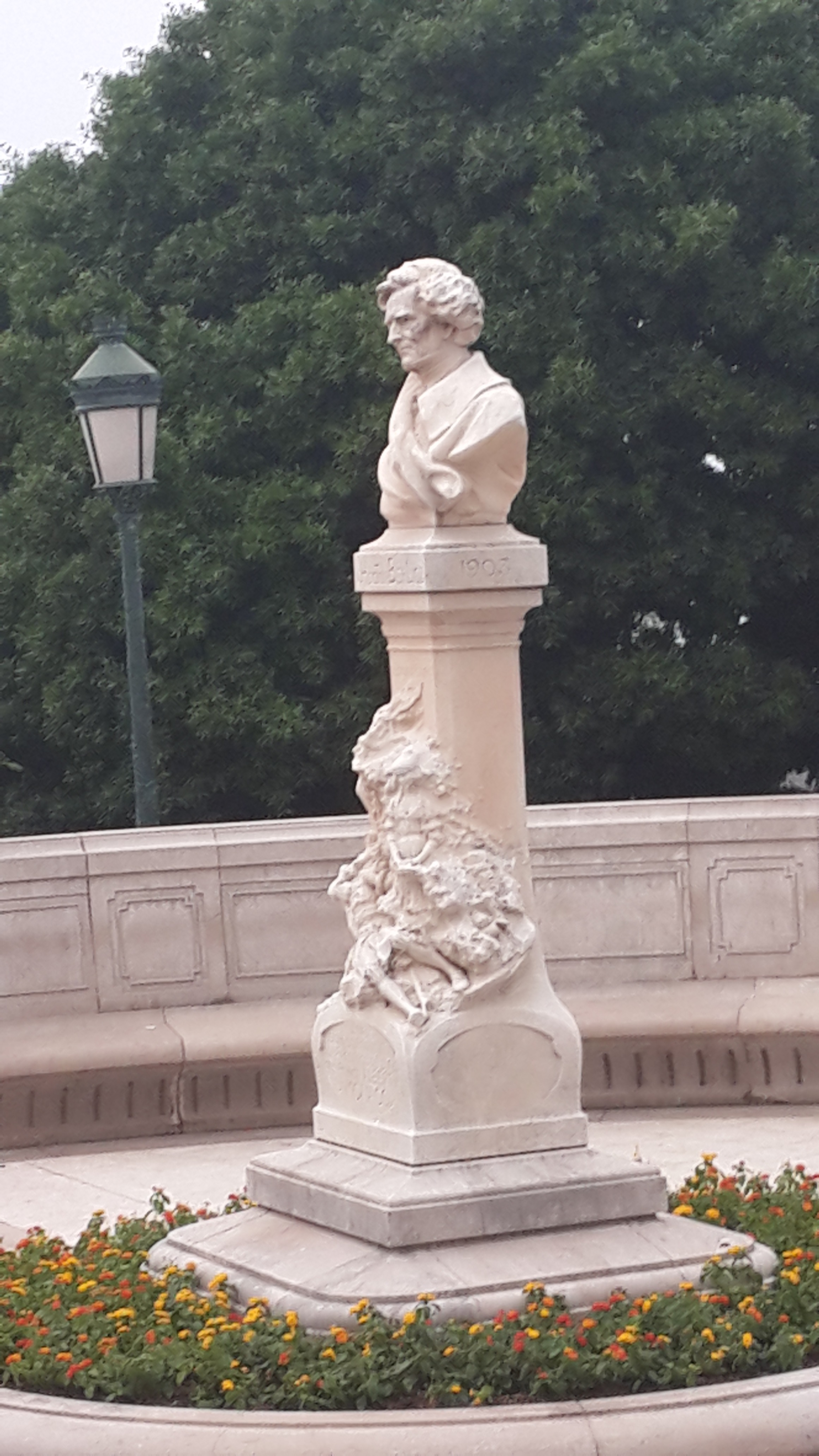
Hector Berlioz, Opéra de Monte Carlo
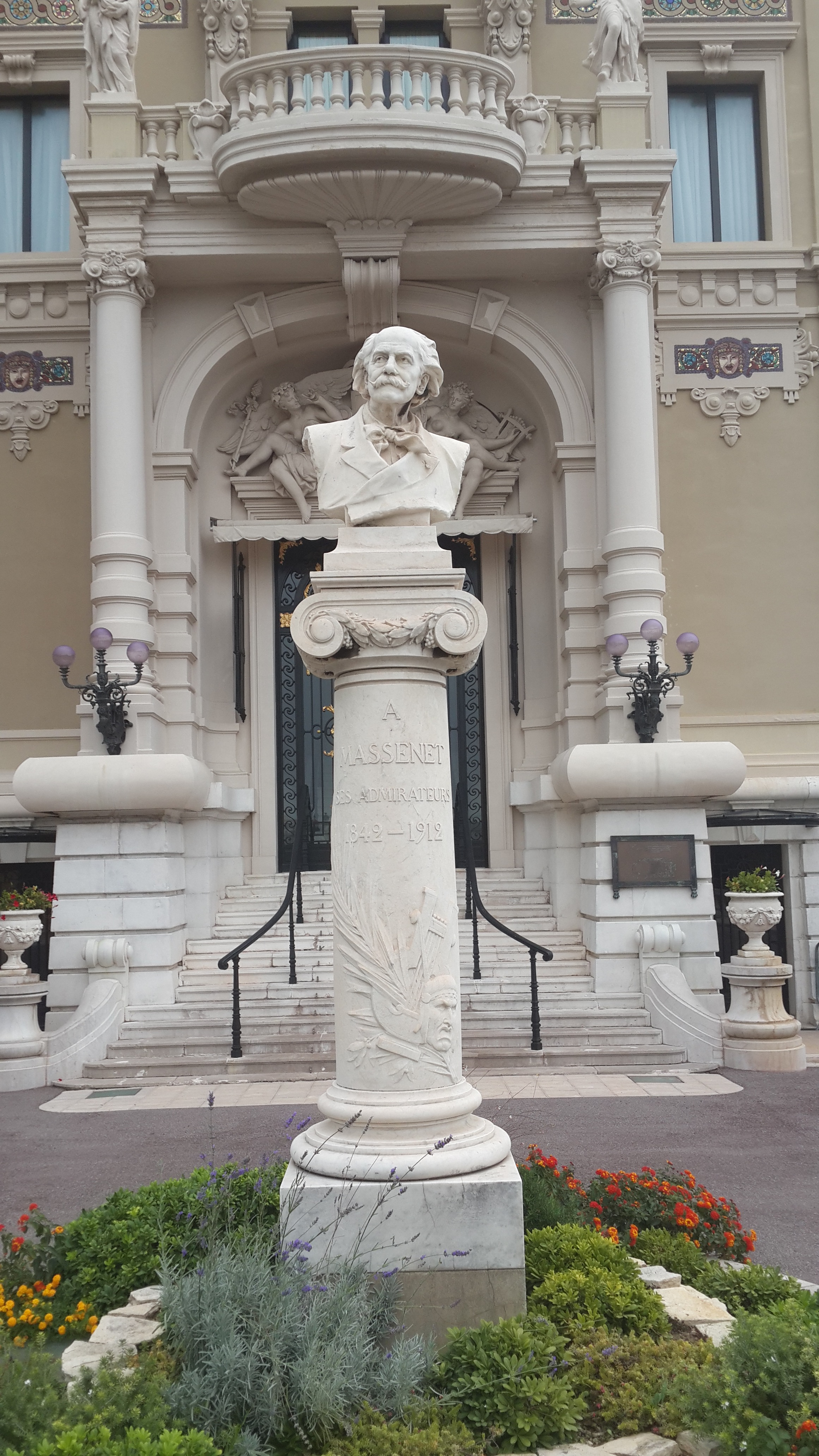
Jules Massenet, Opéra de Monte Carlo
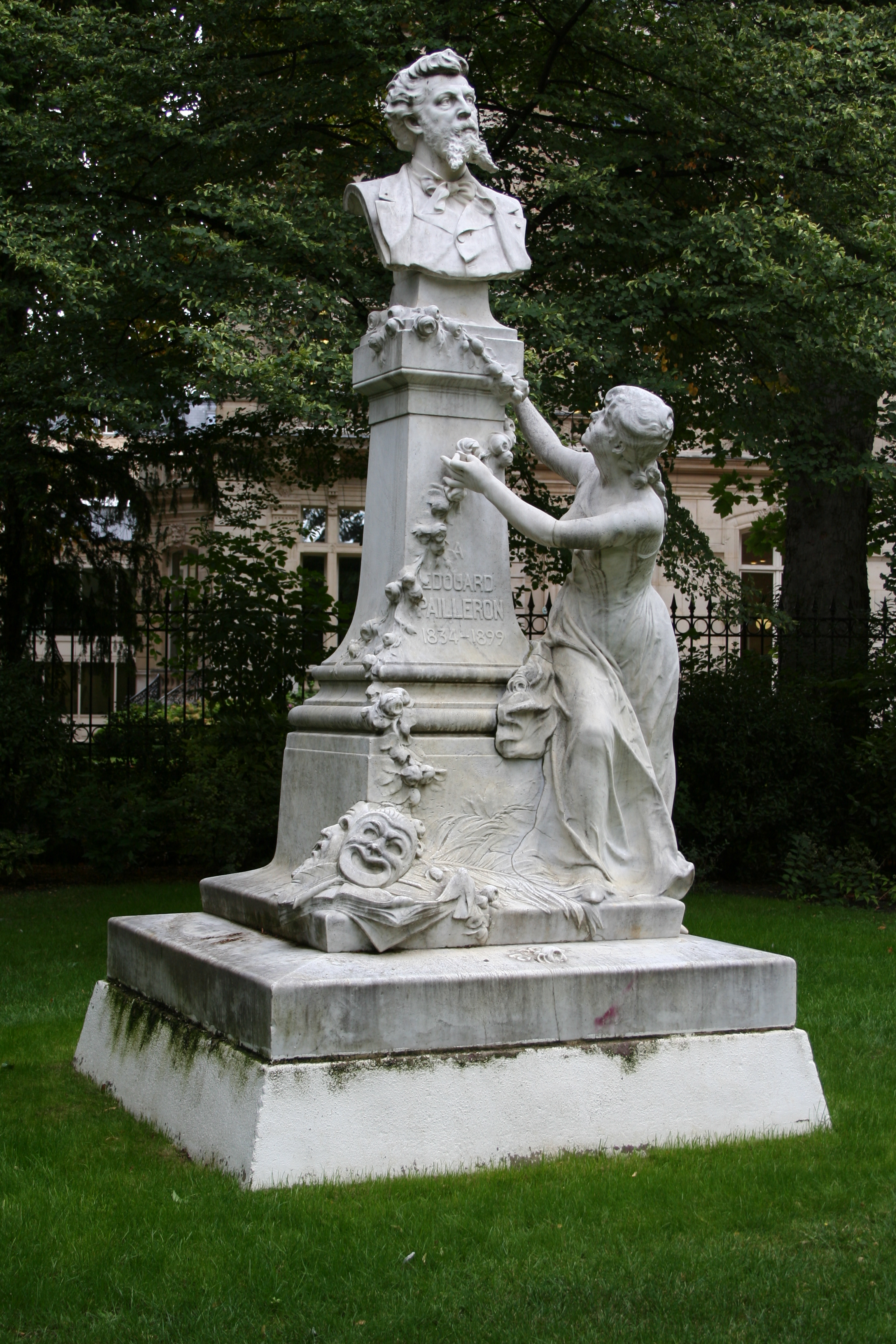
Édouard Pailleron (1905), Parc Monceau, Paris
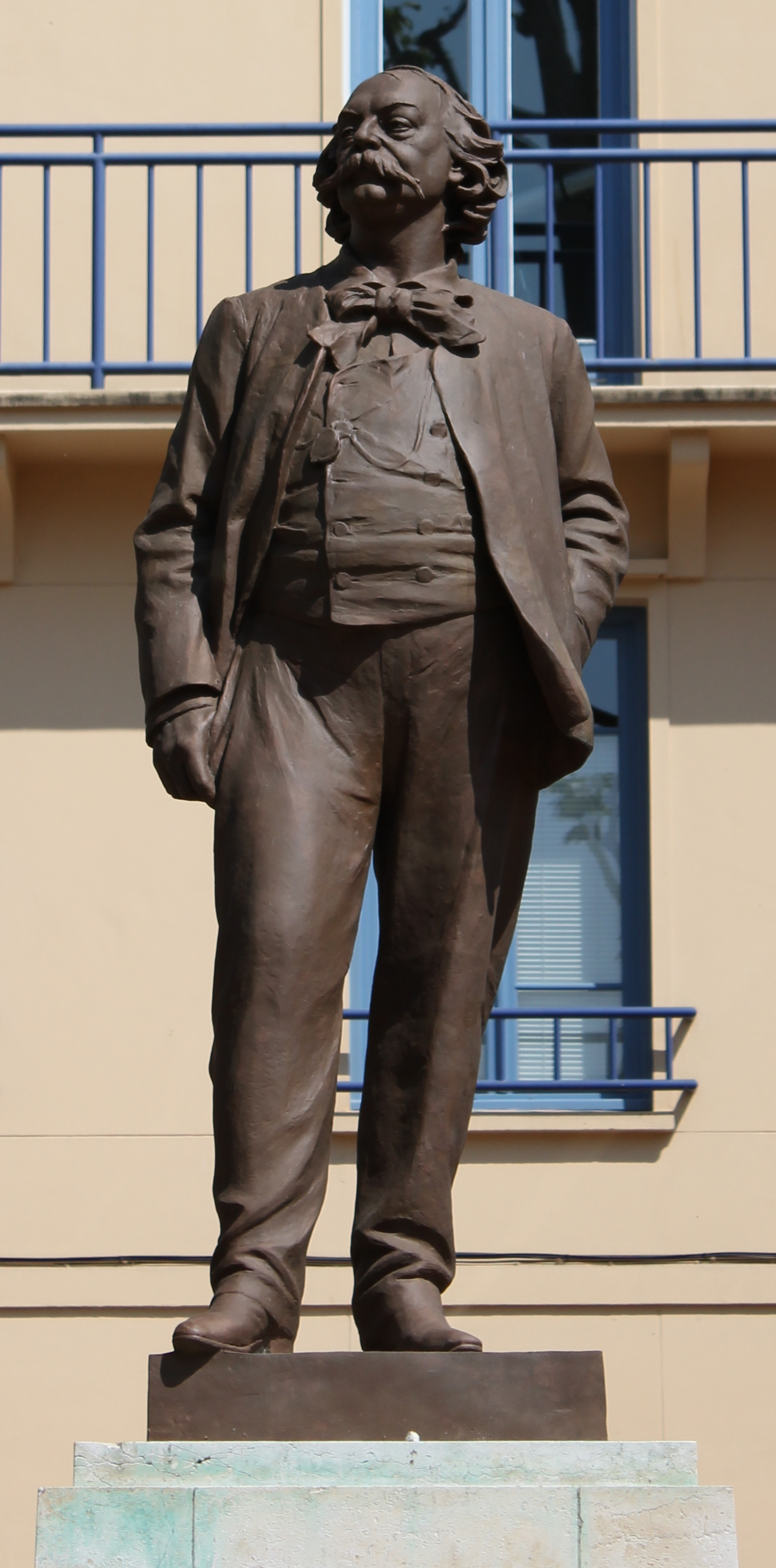
Gustave Flaubert (1907, 1941 entfernt, Kopie 1965 aufgestellt), Place des Carmes, Rouen
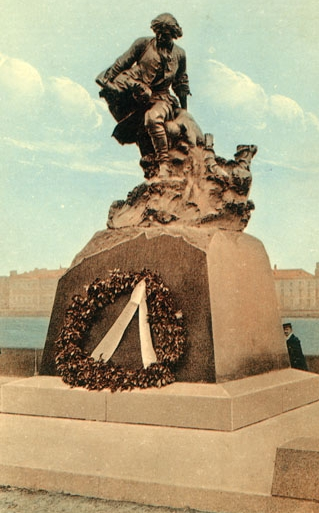
Peter rettet einen Fischer in Lachta (1909), Admiralteiskaja Nabereschnaja, St. Petersburg
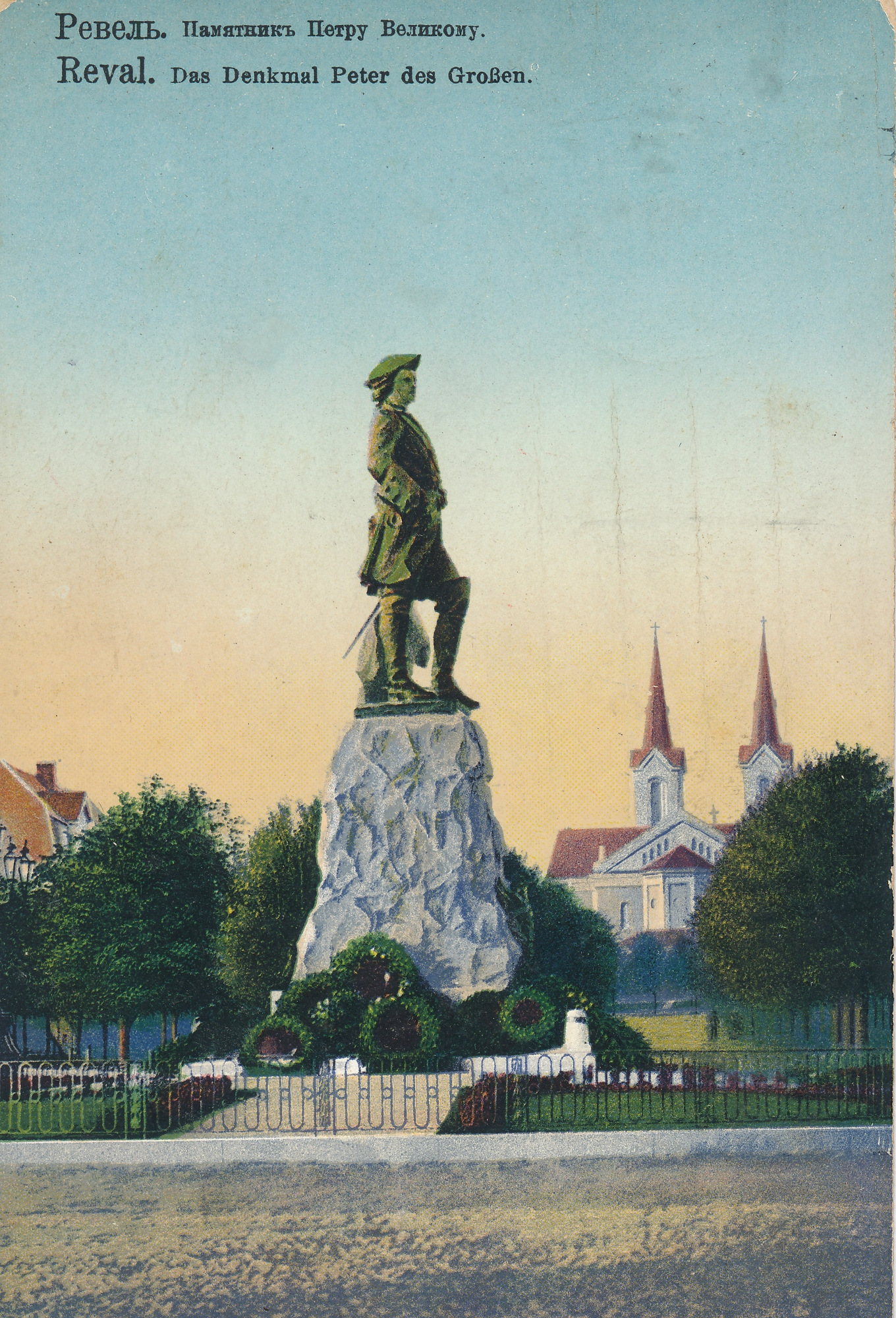
Peter der Große (1911), Reval
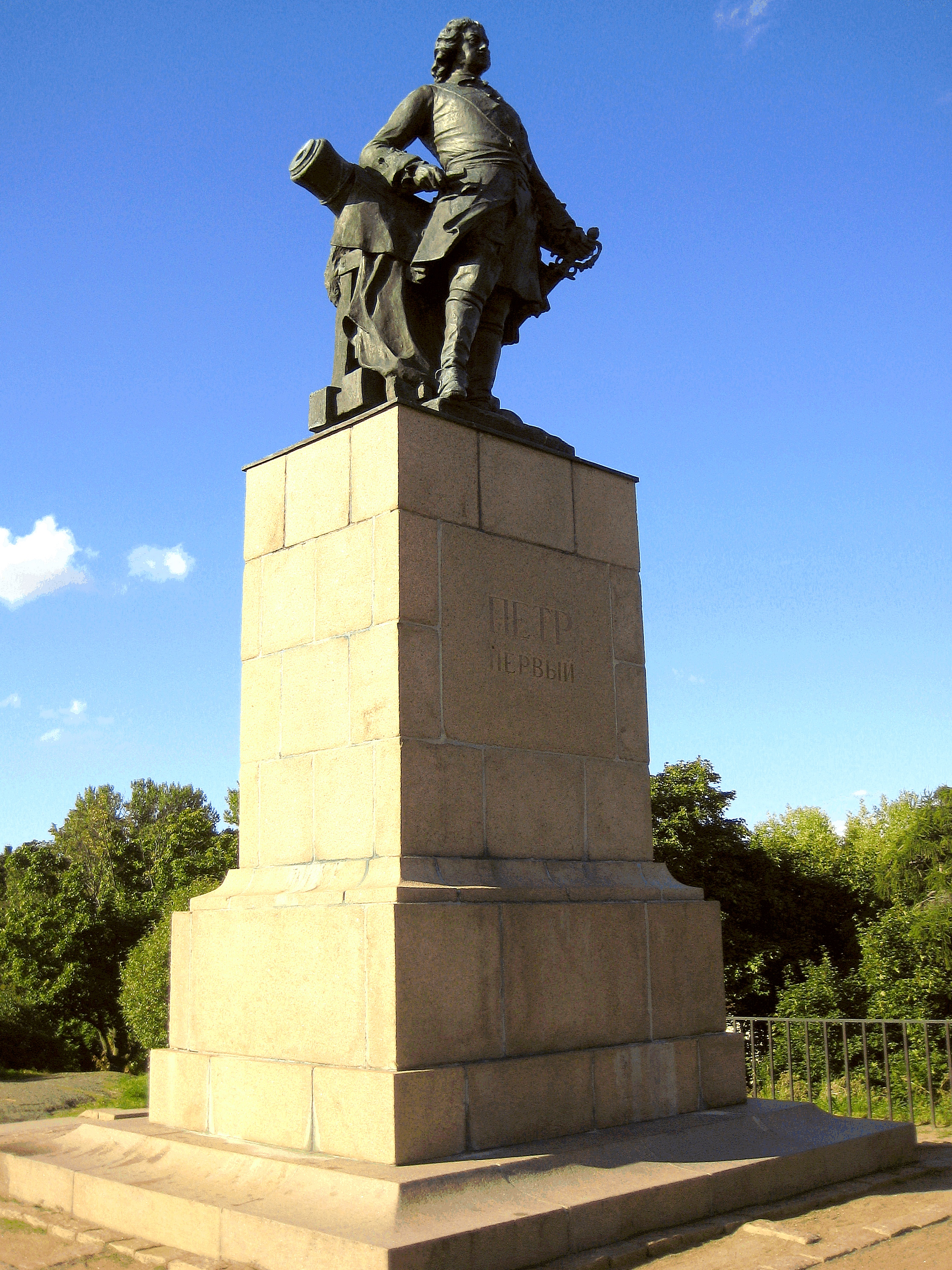
Peter der Große, Wyborg